# Sidialhas
Sidiailles és un municipi francès, situat al departament de Cher i a la regió de Centre – Vall del Loira. L'any 2007 tenia 313 habitants.

## Demografia

### Població
El 2007 la població de fet de Sidiailles era de 313 persones. Hi havia 148 famílies, de les quals 48 eren unipersonals (24 homes vivint sols i 24 dones vivint soles), 56 parelles sense fills, 32 parelles amb fills i 12 famílies monoparentals amb fills.
La població ha evolucionat segons el següent gràfic:
Habitants censats

### Habitatges
El 2007 hi havia 273 habitatges, 156 eren l'habitatge principal de la família, 77 eren segones residències i 40 estaven desocupats. Tots els 272 habitatges eren cases. Dels 156 habitatges principals, 137 estaven ocupats pels seus propietaris, 13 estaven llogats i ocupats pels llogaters i 6 estaven cedits a títol gratuït; 2 tenien una cambra, 16 en tenien dues, 43 en tenien tres, 46 en tenien quatre i 49 en tenien cinc o més. 87 habitatges disposaven pel capbaix d'una plaça de pàrquing. A 78 habitatges hi havia un automòbil i a 50 n'hi havia dos o més.

### Piràmide de població
La piràmide de població per edats i sexe el 2009 era:
| Homes | Edats   | Dones |
| ----- | ------- | ----- |
| 0     | 95 o +  | 0     |
| 4     | 90 a 94 | 4     |
| 4     | 85 a 89 | 8     |
| 4     | 80 a 84 | 0     |
| 24    | 75 a 79 | 12    |
| 12    | 70 a 74 | 20    |
| 24    | 65 a 69 | 20    |
| 8     | 60 a 64 | 20    |
| 16    | 55 a 59 | 20    |
| 12    | 50 a 54 | 4     |
| 8     | 45 a 49 | 12    |
| 4     | 40 a 44 | 12    |
| 4     | 35 a 39 | 12    |
| 4     | 30 a 34 | 12    |
| 8     | 25 a 29 | 0     |
| 0     | 20 a 24 | 0     |
| 16    | 15 a 19 | 4     |
| 0     | 10 a 14 | 4     |
| 8     | 5 a 9   | 0     |
| 4     | 0 a 4   | 0     |

## Economia
El 2007 la població en edat de treballar era de 176 persones, 93 eren actives i 83 eren inactives. De les 93 persones actives 84 estaven ocupades (55 homes i 29 dones) i 9 estaven aturades (6 homes i 3 dones). De les 83 persones inactives 34 estaven jubilades, 13 estaven estudiant i 36 estaven classificades com a «altres inactius».

### Ingressos
El 2009 a Sidiailles hi havia 167 unitats fiscals que integraven 344 persones, la mediana anual d'ingressos fiscals per persona era de 13.764 €.

### Activitats econòmiques
Dels 13 establiments que hi havia el 2007, 5 eren d'empreses de construcció, 2 d'empreses de comerç i reparació d'automòbils, 1 d'una empresa de transport, 2 d'empreses d'hostatgeria i restauració, 1 d'una empresa immobiliària i 2 d'empreses classificades com a «altres activitats de serveis».
Dels 5 establiments de servei als particulars que hi havia el 2009, 3 eren paletes, 1 lampisteria i 1 electricista.
L'any 2000 a Sidiailles hi havia 38 explotacions agrícoles que ocupaven un total de 2.185 hectàrees.

## Poblacions més properes
El següent diagrama mostra les poblacions més properes.